# Hololepta canaliculata
Hololepta canaliculata är en skalbaggsart som beskrevs av Lewis 1901. Hololepta canaliculata ingår i släktet Hololepta och familjen stumpbaggar. Inga underarter finns listade i Catalogue of Life.